# Martin Siebenbrunner

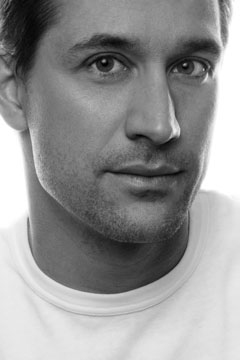
Porträt Martin Siebenbrunner

Martin Siebenbrunner (* 5. April 1968 in Bregenz) ist ein österreichischer Fotograf und Unternehmer.

## Leben
Siebenbrunner absolvierte nach dem Abschluss der Höheren Technischen Lehranstalt Bregenz erfolgreich das Diplomstudium der Industriellen Elektronik an der TU-Wien. Schon während des Studiums gründete er 1992 die Firma SiTec, die sich mit Kino- und Hotelsoftware beschäftigt. 
2006 begann der Sohn einer Vorarlberger Fotografenfamilie als Fotograf zu arbeiten. Die Ausstellung Nackt! in der Galerie Haas in Wien erregte großes öffentliches Aufsehen und verhalf ihm zum internationalen Durchbruch. Von 2011 bis 2013 leitete er die Bildredaktion des deutschen Penthouse-Magazins und war für einen Großteil der Covers und Fotostrecken im Magazin verantwortlich. 2014 veröffentlichte er sein erstes Coffee Table Book Private Sessions. 
Neben einer Goldmedaille der Fédération Internationale de l’Art Photographique (FIAP) wurde ihm auch eine Goldmedal of Excellence beim Trirenberger Supercircuit verliehen.
Er lebt und arbeitet in Wien und in Palma.

## Schaffen
Martin Siebenbrunners Arbeiten wurden in internationalen Fachmagazinen (wie Photographie, Fotospiegel, Fine Art Foto Magazin, Photographie Artistique) sowie in zahlreichen Hochglanzmagazinen (FHM, GQ, Penthouse (GER + US), Volo Magazine (USA)) veröffentlicht. 
Unter anderem übernahm er das Finalisten-Shooting für Austria’s Next Topmodel und machte bei RTL2-Exklusiv die Reportage und ATV Die Reportage mit.

## Ausstellungen
- 2009: Ausstellung: „Nackt!“, Wien
- 2009: Ausstellung: „Puppets and puppeteers“, Wien
- 2010: Ausstellung: „makel-los“, Wien
- 2010: Gruppenausstellung: „Wir leben und arbeiten in Wien“
- 2011: Ausstellung: „Heartbeat“, Wien
- 2011: Gruppenausstellung: „Freunde von art-com“
- 2011: Ausstellung: „WEISS-SCHWARZ“, Wien
- 2012: Gruppenausstellung: „SELECTED“, Stilwerk Wien
- 2013: Ausstellung „Wiener Erotik II“, Wien
- 2013: Ausstellung: „Wiener Erotik & mehr“, Zürich
- 2014: Ausstellung „Private Sessions“, Wien